# جاسليت (مسلسل تلفزيوني)

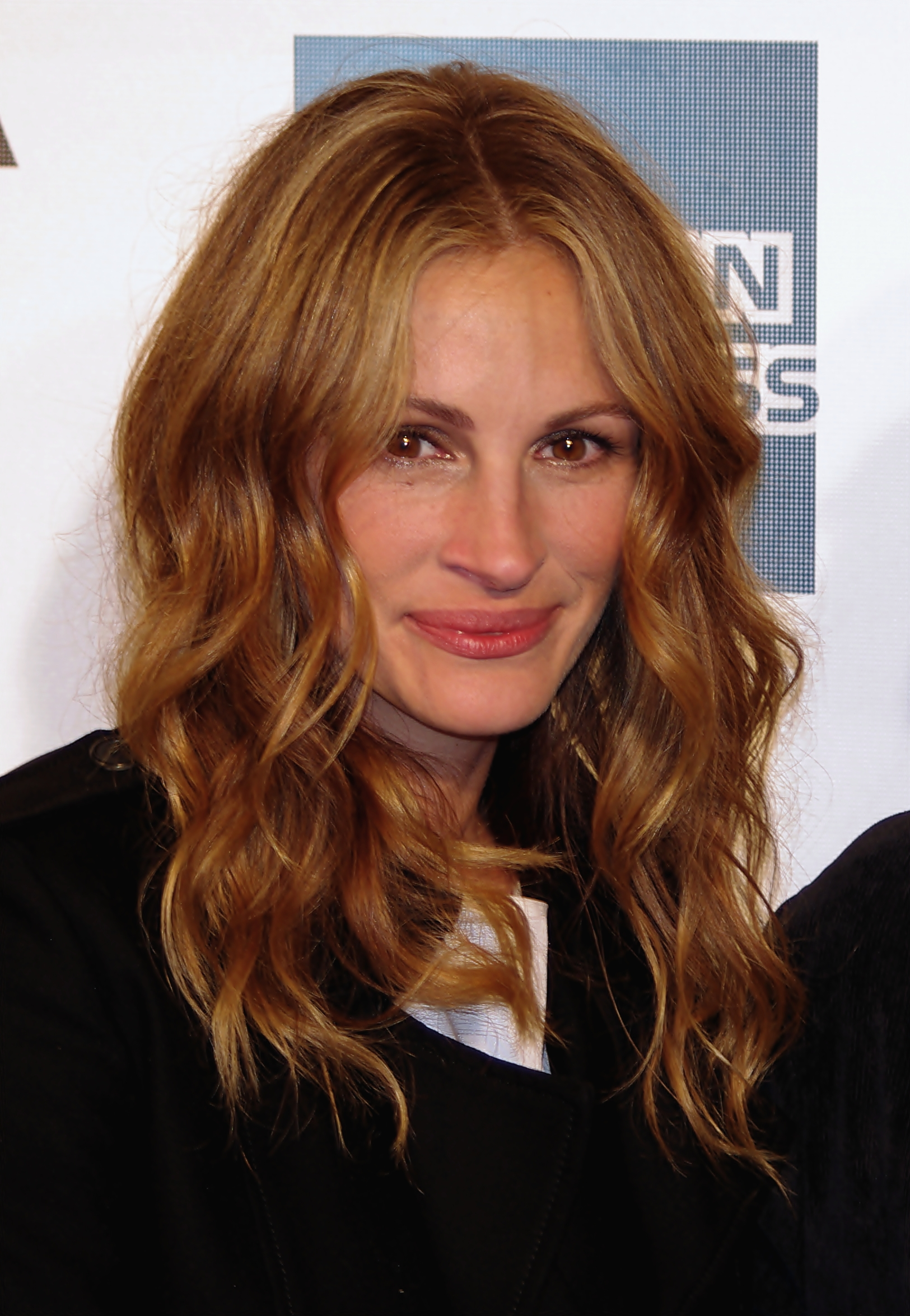
جوليا روبرتس

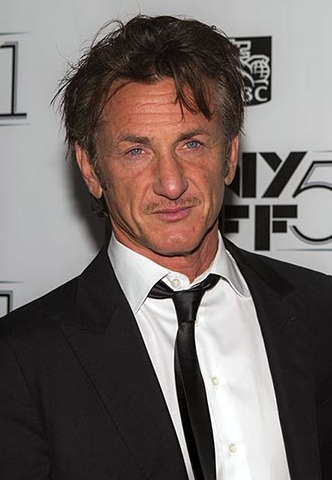
شون بن

جاسليت (بالإنجليزية: Gaslit) مسلسل تلفزيوني أمريكي  من نوع الإثارة السياسية للمخرج ليون نيفاخ. المسلسل من بطولة جوليا روبرتس وشون بن ودان ستيفنز وبيتي جيلبين. تم عرضه لأول مرة على الشبكة الفضائية الأمريكية الخاصة «ستارز» في 24 أبريل 2022. المسلسل يتكون من 7 حلقات.
المسلسل يروي الأحداث المصاحبة لفضيحة ووترغيت والتي بدأت عام 1972 وانتهت باستقاله الرئيس ريتشارد نيكسون عام 1974.

## طاقم التمثيل الرئيسي
جوليا روبرتس: في دور مارثا ميتشل
شون بن: في دور جون إن ميتشل
دان ستيفنز: في دور جون دين
بيتي جيلبين: في دور مو دين
شيا ويغام: في دور جي جوردون ليدي
داربي كامب: في دور مارتي ميتشل

## إنتاج المسلسل
مسلسل إثارة سياسي مستوحى من الموسم الأول من بودكاست «احتراق بطيء Slow Burn» للمخرج ليون نيفاخ. أعلن عن المسلسل في فبراير 2020 وانضمام جوليا روبرتس وشون بن وآرمي هامر وجويل إدجيرتون إلى فريق التمثيل. خرج هامر من المسلسل بسبب تضارب المواعيد في يناير 2021، وفي فبراير، اختارت شبكة تلفزيون «ستارز» المسلسل للعرض على شاشتها. انضم مات روس كمخرج جديد وتم اختيار دان ستيفنز ليحل محل هامر في أبريل. بدأ التصوير في أبريل 2021 في لوس أنجلوس، كاليفورنيا. انضم أليسون تولمان وجي سي ماكنزي وكريس باور وكريس ميسينا وهاميش لينكلاتر إلى فريق التمثيل في يوليو 2021. توقف شون بن عن التصوير ورفض العودة إلى المسلسل حتى يحصل جميع الممثلين وطاقم الإنتاج على لقاح كوفد 19. توصل الاستوديو، في سبتمبر، مع بن إلى حل وسط حيث يصور بن مشاهده في غضون أسبوعين مع طاقم إنتاج مُلقح. تم في 2 فبراير 2022 تحديد موعد العرض الأول للمسلسل في 24 أبريل 2022. في مقابلة، قال بيكرينغ إن المسلسل كان هدفه تصوير الأحداث التاريخية بدقة. قال ستيفنز: «يمكن لأي شخص أن يذهب ويقرأ كتابًا عن هذا أو يدخل ويكيبيديا، ولكن هناك قصص بشرية توضح الأحداث بعمق».

## استقبال المسلسل
منح موقع «الطماطم الفاسدة» المسلسل تقييماً مقداره 88% بناءاً على آراء 42 ناقداً سينمائياً، وكتب إجماع الموقع الإلكتروني: «في مواجهة جوليا روبرتس المتوترة، فإن جاسليت ليس بطيئًا بقدر ما هو تمثيل رائع لشخصيات كبيرة متورطة في فضيحة تاريخية».
منح موقع «ميتاكريتيك» المسلسل تقييماً مقداره 71% بناءاً على آراء 28 ناقداً سينيمائياً.

## وصلات خارحية
https://www.imdb.com/title/tt11834592/ جاسليت (مسلسل تلفزيوني)
https://www.starz.com/us/en/series/gaslit/64077 جاسليت (مسلسل تلفزيوني)